# Beroe (Nereide)
Beroe (altgriechisch Βερόη Beróē) ist in der griechischen Mythologie eine der Nereiden.
Sie wird einzig im Nereidenkatalog bei Hyginus Mythographus genannt, in anderen Verzeichnissen der Nereiden wird sie nicht erwähnt. Vergil bezeichnet sie in seinem Lehrgedicht Georgica gemeinsam mit ihrer Schwester Clio als Okeanide, die im Katalog des Hyginus ebenfalls als Nereide geführt wird.